# Sindaci di Parma
Di seguito l'elenco cronologico dei sindaci di Parma e delle altre figure apicali equivalenti che si sono succedute nel corso della storia.

## Regno d'Italia (1860-1946)
| Sindaci nominati dal governo (1860-1889)                           | Sindaci nominati dal governo (1860-1889)          | Sindaci nominati dal governo (1860-1889) | Sindaci nominati dal governo (1860-1889) | Sindaci nominati dal governo (1860-1889) | Sindaci nominati dal governo (1860-1889) |
| Nominativo                                                         | Nominativo                                        | Partito                                  | Partito                                  | Mandato                                  | Mandato                                  |
| Nominativo                                                         | Nominativo                                        | Partito                                  | Partito                                  | Inizio                                   | Fine                                     |
| ------------------------------------------------------------------ | ------------------------------------------------- | ---------------------------------------- | ---------------------------------------- | ---------------------------------------- | ---------------------------------------- |
|                                                                    | Luigi Sanvitale                                   | –                                        | –                                        | 1860                                     | 1860                                     |
|                                                                    | Marcello Costamezzana                             |                                          | Destra storica                           | 1860                                     | 1864                                     |
|                                                                    | Alberto Varron (Facente funzione)                 | –                                        | –                                        | 1864                                     | 1866                                     |
|                                                                    | Alfonso Cavagnari                                 |                                          | Destra storica                           | 1866                                     | 1867                                     |
|                                                                    | Francesco Saverio Bianchi                         | –                                        | –                                        | 1867                                     | 1869                                     |
|                                                                    | Angelo Balestra                                   | –                                        | –                                        | 1869                                     | 1870                                     |
|                                                                    | Alfonso Cavagnari                                 |                                          | Destra storica                           | 1870                                     | 1874                                     |
|                                                                    | Alberto Sanvitale (Facente funzione)              | –                                        | –                                        | 1874                                     | 1875                                     |
|                                                                    | Valentino Ortalli Laurent (Facente funzione)      | –                                        | –                                        | 1875                                     | 1875                                     |
|                                                                    | Guido Dalla Rosa                                  | –                                        | –                                        | 1875                                     | 1877                                     |
|                                                                    | Leonida Peroni (Facente funzione)                 | –                                        | –                                        | 1877                                     | 1878                                     |
|                                                                    | Enrico Spreafichi (Facente funzione)              | –                                        | –                                        | 1878                                     | 1881                                     |
|                                                                    | Ferdinando Zanzucchi (Facente funzione)           | –                                        | –                                        | 1881                                     | 1883                                     |
|                                                                    | Ferdinando Zanzucchi                              | –                                        | –                                        | 1883                                     | 1888                                     |
|                                                                    | Emilio Bocchialini                                | –                                        | –                                        | 1888                                     | 1889                                     |
| Sindaci eletti dal Consiglio comunale (1889-1926)                  |                                                   |                                          |                                          |                                          |                                          |
| Nominativo                                                         | Nominativo                                        | Partito                                  | Partito                                  | Mandato                                  | Mandato                                  |
| Nominativo                                                         | Nominativo                                        | Partito                                  | Partito                                  | Inizio                                   | Fine                                     |
|                                                                    | Giovanni Mariotti                                 |                                          | Sinistra storica                         | 1889                                     | 1890                                     |
|                                                                    | Giuseppe Basini (Regio commissario)               | –                                        | –                                        | 1890                                     | 1890                                     |
|                                                                    | Alessandro Cugini                                 | –                                        | –                                        | 1890                                     | 1892                                     |
|                                                                    | Claudio Musi (Facente funzione)                   | –                                        | –                                        | 1892                                     | 1892                                     |
|                                                                    | Emilio Bocchialini (Facente funzione)             | –                                        | –                                        | 1892                                     | 1892                                     |
|                                                                    | Filippo Bolis (Regio commissario)                 | –                                        | –                                        | 1892                                     | 1893                                     |
|                                                                    | Giovanni Mariotti                                 |                                          | Sinistra storica                         | 1893                                     | 1894                                     |
|                                                                    | Stefano Bono (Regio commissario)                  | –                                        | –                                        | 1894                                     | 1895                                     |
|                                                                    | Sante Rapaccioli                                  | –                                        | –                                        | 1895                                     | 1895                                     |
|                                                                    | Mario Rebucci (Regio commissario)                 | –                                        | –                                        | 1895                                     | 1896                                     |
|                                                                    | Giovanni Mariotti                                 |                                          | Sinistra storica                         | 1896                                     | 1906                                     |
|                                                                    | Ottavio Ricci (Commissario prefettizio)           | –                                        | –                                        | 1906                                     | 1906                                     |
|                                                                    | Pericle Crosara                                   | –                                        | –                                        | 1906                                     | 1906                                     |
|                                                                    | Luigi Lusignani                                   |                                          | Unione Liberale                          | 1906                                     | 1909                                     |
|                                                                    | Cesare Cattaneo                                   | –                                        | –                                        | 1909                                     | 1910                                     |
|                                                                    | Battista Ferrario                                 | –                                        | –                                        | 1910                                     | 1910                                     |
|                                                                    | Giovanni Mariotti                                 |                                          | Unione Liberale                          | 1910                                     | 1914                                     |
|                                                                    | Erminio Olivieri                                  | –                                        | –                                        | 1914                                     | 1919                                     |
|                                                                    | Costantino Pacchierotti (Commissario prefettizio) | –                                        | –                                        | 1919                                     | 1919                                     |
|                                                                    | Cesare Cerboni (Regio commissario)                | –                                        | –                                        | 1919                                     | 1920                                     |
|                                                                    | Cesare Pinoli (Commissario prefettizio)           | –                                        | –                                        | 1920                                     | 1920                                     |
|                                                                    | Amedeo Passerini                                  | –                                        | –                                        | 1920                                     | 1923                                     |
|                                                                    | Giuseppe Rogges (Regio commissario)               | –                                        | –                                        | 1923                                     | 1926                                     |
|                                                                    | Mario De Goyzueta (Commissario prefettizio)       | –                                        | –                                        | 1926                                     | 1926                                     |
| Podestà nominati dal governo (1926-1945)                           |                                                   |                                          |                                          |                                          |                                          |
| Nominativo                                                         | Nominativo                                        | Partito                                  | Partito                                  | Mandato                                  | Mandato                                  |
| Nominativo                                                         | Nominativo                                        | Partito                                  | Partito                                  | Inizio                                   | Fine                                     |
|                                                                    | Mario Mantovani                                   |                                          | Partito Nazionale Fascista               | 1926                                     | 1939                                     |
|                                                                    | Pietro Pariset                                    |                                          | Partito Nazionale Fascista               | 1939                                     | 1943                                     |
|                                                                    | Vincenzo Eduardo Gasdia (Commissario prefettizio) | –                                        | –                                        | 1943                                     | 1943                                     |
|                                                                    | Guglielmo Dattaro                                 |                                          | Partito Nazionale Fascista               | 1943                                     | 1945                                     |
| Sindaci nominati dal Comitato di Liberazione Nazionale (1945-1946) |                                                   |                                          |                                          |                                          |                                          |
| Nominativo                                                         | Nominativo                                        | Partito                                  | Partito                                  | Mandato                                  | Mandato                                  |
| Nominativo                                                         | Nominativo                                        | Partito                                  | Partito                                  | Inizio                                   | Fine                                     |
|                                                                    | Mario Bocchi                                      |                                          | Democrazia Cristiana                     | 22 aprile 1945                           | 20 aprile 1946                           |

## Repubblica Italiana (dal 1946)
| Sindaci eletti dal Consiglio comunale (1946-1994)    | Sindaci eletti dal Consiglio comunale (1946-1994) | Sindaci eletti dal Consiglio comunale (1946-1994) | Sindaci eletti dal Consiglio comunale (1946-1994) | Sindaci eletti dal Consiglio comunale (1946-1994) | Sindaci eletti dal Consiglio comunale (1946-1994) | Sindaci eletti dal Consiglio comunale (1946-1994) | Sindaci eletti dal Consiglio comunale (1946-1994) | Sindaci eletti dal Consiglio comunale (1946-1994) |
| Nominativo                                           | Nominativo                                        | Partito                                           | Partito                                           | Giunta                                            | Giunta                                            | Mandato                                           | Mandato                                           | Elezione                                          |
| Nominativo                                           | Nominativo                                        | Partito                                           | Partito                                           | Giunta                                            | Giunta                                            | Inizio                                            | Fine                                              | Elezione                                          |
| ---------------------------------------------------- | ------------------------------------------------- | ------------------------------------------------- | ------------------------------------------------- | ------------------------------------------------- | ------------------------------------------------- | ------------------------------------------------- | ------------------------------------------------- | ------------------------------------------------- |
|                                                      | Primo Savani                                      |                                                   | Partito Comunista Italiano                        |                                                   | PCI-PSI                                           | 20 maggio 1946                                    | 3 marzo 1948                                      | Elezione 1946                                     |
|                                                      | Giuseppe Botteri                                  |                                                   | Partito Comunista Italiano                        | 3 marzo 1948                                      | PCI-PSI                                           | 17 ottobre 1951                                   |                                                   | Elezione 1946                                     |
|                                                      | Giacomo Ferrari                                   |                                                   | Partito Comunista Italiano                        |                                                   | PCI-PSI                                           | 3 novembre 1951                                   | 1956                                              | Elezione 1951                                     |
|                                                      | Giacomo Ferrari                                   | PCI-PSI                                           | Partito Comunista Italiano                        | 1956                                              | 1960                                              | Elezione 1956                                     |                                                   |                                                   |
|                                                      | Giacomo Ferrari                                   | PCI-PSI                                           | Partito Comunista Italiano                        | 1960                                              | 6 febbraio 1963                                   | Elezione 1960                                     |                                                   |                                                   |
|                                                      | Vincenzo Baldassi                                 | PCI-PSI                                           |                                                   | Partito Comunista Italiano                        | 6 marzo 1963                                      | Elezione 1960                                     | 1964                                              |                                                   |
|                                                      | Vincenzo Baldassi                                 | PCI-PSI-PSIUP                                     | 1964                                              | Partito Comunista Italiano                        | 15 ottobre 1970                                   | Elezione 1964                                     |                                                   |                                                   |
|                                                      | Cesare Gherri                                     |                                                   | Partito Socialista Italiano                       |                                                   | PCI-PSI-PSIUP                                     | 16 ottobre 1970                                   | 1975                                              | Elezione 1970                                     |
|                                                      | Cesare Gherri                                     | PCI-PSI                                           | Partito Socialista Italiano                       | 1975                                              | 1º ottobre 1976                                   | Elezione 1975                                     |                                                   |                                                   |
|                                                      | Aldo Cremonini                                    | PCI-PSI                                           |                                                   | Partito Socialista Italiano                       | 15 novembre 1976                                  | Elezione 1975                                     | 10 settembre 1980                                 |                                                   |
|                                                      | Lauro Grossi                                      |                                                   | Partito Socialista Italiano                       |                                                   | PCI-PSI                                           | 15 settembre 1980                                 | 1985                                              | Elezione 1980                                     |
|                                                      | Lauro Grossi                                      | PCI-PSI- DC                                       | Partito Socialista Italiano                       | 24 aprile 1985                                    | 3 giugno 1989                                     | Elezione 1985                                     |                                                   |                                                   |
|                                                      | Mara Colla                                        | PCI-PSI- DC                                       |                                                   | Partito Socialista Italiano                       | 25 luglio 1989                                    | Elezione 1985                                     | 1990                                              |                                                   |
|                                                      | Mara Colla                                        | PCI/PDS-PSI                                       | 1990                                              | Partito Socialista Italiano                       | 7 agosto 1992                                     | Elezione 1990                                     |                                                   |                                                   |
|                                                      | Stefano Lavagetto                                 | PCI/PDS-PSI                                       |                                                   | Partito Democratico della Sinistra                | 8 agosto 1992                                     | Elezione 1990                                     | 13 marzo 1994                                     |                                                   |
|                                                      | Annamaria Cancellieri (Commissario prefettizio)   | –                                                 | –                                                 | –                                                 | –                                                 | 14 marzo 1994                                     | maggio 1994                                       | –                                                 |
|                                                      | Mario Ciclosi (Commissario straordinario)         | –                                                 | –                                                 | –                                                 | –                                                 | maggio 1994                                       | 28 giugno 1994                                    | –                                                 |
| Sindaci eletti direttamente dai cittadini (dal 1994) |                                                   |                                                   |                                                   |                                                   |                                                   |                                                   |                                                   |                                                   |
| Nominativo                                           | Nominativo                                        | Partito                                           | Partito                                           | Coalizione                                        | Coalizione                                        | Mandato                                           | Mandato                                           | Elezione                                          |
| Nominativo                                           | Nominativo                                        | Partito                                           | Partito                                           | Coalizione                                        | Coalizione                                        | Inizio                                            | Fine                                              | Elezione                                          |
|                                                      | Stefano Lavagetto                                 |                                                   | Partito Democratico della Sinistra                |                                                   | PDS/DS-L. civiche                                 | 29 giugno 1994                                    | 8 giugno 1998                                     | Elezione 1994                                     |
|                                                      | Elvio Ubaldi                                      |                                                   | Indipendente                                      |                                                   | FI-CCD-L. civiche                                 | 8 giugno 1998                                     | 25 maggio 2002                                    | Elezione 1998                                     |
|                                                      | Elvio Ubaldi                                      | FI-UDC-L. civiche                                 | Indipendente                                      | 25 giugno 2002                                    | 21 giugno 2007                                    | Elezione 2002                                     |                                                   |                                                   |
|                                                      | Pietro Vignali                                    |                                                   | Indipendente                                      |                                                   | FI/ PdL-UDC-L. civiche                            | 21 giugno 2007                                    | 28 settembre 2011                                 | Elezione 2007                                     |
|                                                      | Annamaria Cancellieri (Commissario prefettizio)   | –                                                 | –                                                 | –                                                 | –                                                 | 20 ottobre 2011                                   | 16 novembre 2011                                  | –                                                 |
|                                                      | Mario Ciclosi (Commissario straordinario)         | –                                                 | –                                                 | –                                                 | –                                                 | 16 novembre 2011                                  | 25 maggio 2012                                    | –                                                 |
|                                                      | Federico Pizzarotti                               |                                                   | Movimento 5 Stelle (2012-2016)                    |                                                   | M5S                                               | 25 maggio 2012                                    | 30 giugno 2017                                    | Elezione 2012                                     |
|                                                      | Federico Pizzarotti                               | Effetto Parma (dal 2016)                          |                                                   |                                                   | M5S                                               | 25 maggio 2012                                    | 30 giugno 2017                                    | Elezione 2012                                     |
|                                                      | Federico Pizzarotti                               | L. civiche                                        | 30 giugno 2017                                    | 1º luglio 2022                                    | Elezione 2017                                     |                                                   |                                                   |                                                   |
|                                                      | Federico Pizzarotti                               | L. civiche                                        | 30 giugno 2017                                    | 1º luglio 2022                                    | Elezione 2017                                     | Italia in Comune (dal 2018)                       |                                                   |                                                   |
|                                                      | Michele Guerra                                    |                                                   | Indipendente                                      |                                                   | PD-L. civiche                                     | 1º luglio 2022                                    | in carica                                         | Elezione 2022                                     |